# Krak-Gletscher
Der Krak-Gletscher (polnisch Lodowiec Kraka) ist ein Gletscher an der Südküste von King George Island im Archipel der Südlichen Shetlandinseln. Er fließt vom Kraków Dome zum Kopfende der Lussich Cove, einer Nebenbucht des Martel Inlet in der Admiralty Bay.
Teilnehmer einer polnischen Antarktisexpedition benannten ihn nach Krak, Herzog der Vandalen und zentrale Figur im Gründungsmythos der Stadt Krakau.